# Dysdera gigas
Dysdera gigas là một loài nhện trong họ Dysderidae.
Loài này thuộc chi Dysdera. Dysdera gigas được Carl Friedrich Roewer miêu tả năm 1928.